# Eduard Heger
Eduard Heger (Bratislava, 3 de maio de 1976) é um político eslovaco, tendo sido primeiro-ministro do país de 1 de abril de 2021 a 15 de maio de 2023. Anteriormente foi vice-primeiro-ministro e ministro das finanças no gabinete de Igor Matovič. Ele é membro do presidium do partido liberal-conservador Gente Comum - Personalidades Independentes (OĽaNO).

## Biografia
Em 1999, completou cinco anos de estudos na Faculdade de Economia da Universidade de Economia de Bratislava com o grau acadêmico de Engenheiro. Depois de formado, tornou-se assistente do diretor-geral da empresa eslovaca Intercomp Imex, que se dedica à produção de acessórios para banheiro. Nos anos 1998 - 1999 trabalhou como gerente do grupo de restaurantes Kohútik em Bratislava. De 1999 a 2000, foi Gerente de Vendas na empresa EBI. De 2001 a 2005, ele trabalhou como consultor júnior para a empresa americana Cubic Application, que atuou como uma equipe de consultoria para o Ministério da Defesa da Eslováquia. De 2005 a 2007, ele trabalhou como gerente da Comunidade Cristã sob a Administração da Catedral de St. Martin em Bratislava. De 2007 a 2016, ele trabalhou nos Estados Unidos como gerente nacional para o produtor de vodka eslovaco Old Nassau.

## Carreira política
Nas eleições parlamentares eslovacas de 2016, concorreu do 24º lugar na lista de candidatos do movimento anticorrupção OĽaNO ao Conselho Nacional da República Eslovaca. Após votos pessoais dos eleitores, dos quais recebeu mais de 15 mil, ficou em 10º lugar no seu movimento e foi eleito deputado. Tornou-se presidente do grupo parlamentar OĽaNO, presidente da Comissão do Conselho Nacional para o Controle da Inteligência Militar e membro das comissões do Conselho Nacional de Assuntos Econômicos e Europeus. Ele foi um crítico muito ativo e vigoroso do governo no parlamento. Durante o mandato, foi avaliado como o 2º membro mais ativo do Conselho Nacional. Ele apresentou 173 projetos de lei e falou 680 vezes no parlamento. Ele foi o ministro-sombra das finanças da oposição e elaborou o programa econômico de seu movimento por finanças públicas “saudáveis” e apresentou um pacote de medidas para combater a burocracia. Ele também participou e organizou vários protestos anticorrupção e antigovernamentais. Durante o mandato eleitoral, ele também foi co-organizador da iniciativa Stop Gambling, que lutou para proibir os jogos de azar e as máquinas caça-níqueis.
Seus parceiros políticos do governo o descrevem como um homem humilde, dócil e decente. Ele é um forte crente e defende posições conservadoras moderadas e conservadoras liberais nas políticas de drogas, aborto ou LGBT.

## Vida pessoal
Ele tem quatro filhos e é casado com sua esposa Lúcia. Ele é um crente convicto e nas horas vagas desempenhou várias funções na Igreja Católica da Eslováquia. Ele se converteu de ateu ao cristianismo após a morte de seu pai em 1999.